# De små
De små är en dikt av Erik Gustaf Geijer från 1834. Historieprofessorn Geijer var 51 år gammal när han skrev denna dikt om småbarn. Dikten inbjuder till reflektioner kring huruvida de första levnadsåren är fullt så bekymmersfria som diktaren gör gällande. I varje fall inrymmer den nog en del samhällskritik; vem är det egentligen som krånglar till tillvaron? Inte är det barnen i alla fall, framhåller författaren.